# Barchfeld-Immelborn
Barchfeld-Immelborn település Németországban, azon belül Türingiában. Lakosainak száma 4475 fő (2023. december 31.). Barchfeld-Immelborn Bad Salzungen, Bad Liebenstein és Moorgrund községekkel határos.

## Népesség
A település népességének változása:
| Lakosok száma | 4706 | 4641 | 4500 | 4473 | 4475 |
|               | 2017 | 2019 | 2021 | 2022 | 2023 |